# Zaak-Bogaerts
De omkoopaffaire Lierse-Cercle Brugge, ook bekend als de Zaak-Bogaerts, is een vermeend omkoopschandaal uit het seizoen 1965-66 waarbij met Lierse SK en Cercle Brugge twee Belgische eersteklassers betrokken waren. Walter Bogaerts, toenmalig speler van Lierse, was de spilfiguur in deze zaak.

## Omkoopschandaal
In 1966 werd Walter Bogaerts, toen verdediger bij Lierse, door de Koninklijke Belgische Voetbalbond gehoord. Hij beschuldigde Paul Lantsoght, ondervoorzitter van Cercle Brugge, van omkoping. Zonder duidelijke bewijzen werd Cercle Brugge, dat in de competitie overigens ook laatste werd, door de KBVB naar derde klasse verwezen.

## Eerherstel
Cercle Brugge zakte naar derde klasse, maar weigerde de omkoping toe te geven. In Brugge, waar Lantsoght bekendstond als een eerbaar man, geloofde niemand in de beschuldiging. Hij klaagde de KBVB aan en kreeg in juni 1967 gelijk. Ondanks het eerherstel, bleef de vereniging nog steeds in derde klasse. Door de degradatie was Cercle immers belangrijke spelers kwijtgeraakt. Zo trokken Gilbert Bailliu en John Moelaert naar Club Brugge. Pas 5 jaar later, in 1971, wist Cercle Brugge terug te keren naar eerste klasse.